# 玉本偉
玉本 偉（たまもと まさる、1956年 - ）は、日本の政治学者。専門は、国際関係論。

## 略歴
東京都生まれ。ブラウン大学卒業後、ジョンズ・ホプキンス大学で博士号取得。アメリカン大学助教授・アジア研究所所長（1990年-1995年）を経て、ワールド・ポリシー研究所（en:World Policy Institute, New York）シニア・フェロー（1995年-　）。
その間、東京大学東洋文化研究所客員研究員、プリンストン大学国際研究センター・マッカーサー・フェロー、ハーバード大学国際研究センター・アドバンスド・リサーチ・フェロー、立命館大学法学部客員助教授、ケンブリッジ大学リサーチ・アソシエート。
2006年、日本国際問題研究所の英文コメンタリー編集長に就任。
2013年、米国ニューヨークタイムス紙の論説委員に就任。

## 論文
- 「国際的役割を模索する日本」関寛治ほか編『地球化時代の日米関係』（日本評論社, 1991年）
- 「無のイデオロギー」『外交時報』1313号（1994年）
- 「アメリカにおけるナショナリズムの現在」『思想』863号（1996年）
- 「日本のナショナル・アイデンティティ――失われたモデルの意味するもの」小林誠・遠藤誠治編『グローバル・ポリティックス――世界の再構造化と新しい政治学』（有信堂高文社, 2000年）
- "Japan's Politics of Cultural Shame", Global Asia, vol. 2, no. 1 (2007).